# Campionati europei di ciclismo su strada 2008 - Gara in linea femminile Junior
La gara in linea femminile Junior dei Campionati europei di ciclismo su strada 2008 si è svolta il 6 luglio 2008 in Italia, con partenza ed arrivo a Pallanza, su un percorso totale di 86,4 km. La medaglia d'oro è stata vinta dall'italiana Valentina Scandolara con il tempo di 2h22'06" alla media di 36,48 km/h, argento all'ucraina Valeriya Kononenko e a completare il podio la belga Jessie Daams.
Al traguardo 30 cicliste completarono la gara.

## Squadre partecipanti
| N.    | Cod. | Squadra         |
| ----- | ---- | --------------- |
| 1-3   | AUT  | Austria         |
| 4-8   | BEL  | Belgio          |
| 9-12  | BLR  | Bielorussia     |
| 13-14 | CZE  | Repubblica Ceca |
| 15-21 | ESP  | Spagna          |
| 22-33 | FRA  | Francia         |
| 34-38 | GBR  | Regno Unito     |
| 39    | GER  | Germania        |
| 40-41 | HUN  | Ungheria        |
| 42-54 | ITA  | Italia          |
| 55    | LAT  | Lettonia        |

| N.      | Cod. | Squadra     |
| ------- | ---- | ----------- |
| 56-66   | LTU  | Lituania    |
| 67-78   | NLD  | Paesi Bassi |
| 79      | NOR  | Norvegia    |
| 80-87   | POL  | Polonia     |
| 88-98   | RUS  | Russia      |
| 99-106  | SUI  | Svizzera    |
| 107-108 | SVK  | Slovacchia  |
| 109-116 | SWE  | Svezia      |
| 117-122 | TUR  | Turchia     |
| 123-129 | UKR  | Ukraina     |

## Ordine d'arrivo (Top 10)
| Pos. | Corridore            | Squadra     | Tempo    |
| ---- | -------------------- | ----------- | -------- |
| 1    | Valentina Scandolara | Italia      | 2h22'06" |
| 2    | Valeriya Kononenko   | Ucraina     | s.t.     |
| 3    | Jessie Daams         | Belgio      | s.t.     |
| 4    | Aurore Verhoeven     | Francia     | s.t.     |
| 5    | Marlene Petit        | Francia     | s.t.     |
| 6    | Anna van der Breggen | Paesi Bassi | s.t.     |
| 7    | Kaat Hannes          | Belgio      | s.t.     |
| 8    | Katie Colclough      | Regno Unito | s.t.     |
| 9    | Evelyn Arys          | Belgio      | s.t.     |
| 10   | Maria Mishina        | Russia      | s.t.     |